# Марица (село)
Марица (болг. Марица) — село в Болгарии. Находится в Софийской области, входит в общину Самоков. Население составляет 667 человек.

## Политическая ситуация
В местном кметстве Марица, в состав которого входит Марица, должность кмета (старосты) исполняет Николай Димитров Василев (Болгарская социал-демократия (БСД)) по результатам выборов правления кметства.
Кмет (мэр) общины Самоков — Ангел Симеонов Николов (Болгарская социалистическая партия (БСП)) по результатам выборов в правление общины.